# 費式棘茄魚
費式棘茄魚（学名：Halieutaea fitzsimonsi），又名費氏棘茄魚、棘茄魚，为棘茄魚科棘茄魚屬下的一个种。

## 扩展阅读
- 維基物種上的相關：費式棘茄魚